# مجلس الشباب المصري
مجلس الشباب المصري تأسس مجلس الشباب المصري للتنمية مشهر وفق قانون جمهورية مصر العربية رقم 84 لسنة 2002 وتعديله بالقانون رقم 70 لسنة 2017 تحت رقم (6021). وهي مؤسسة تابعة لوزارة التضامن الاجتماعي تأسست عام 3 نوفمبر 2016.

## أهداف المجلس
الهدف من «المجلس الشباب المصري» يسعي المجلس الشباب المصري للتنمية ليكون الكيان الحاضن لكافة الشباب المصري والمعبر عن طموحاته وأحلامه وذلك وفق إطار وطني يمثل الجميع من أجل رسم ومتابعة وتنفيذ السياسات والاستراتيجيات وتوفير البيئة القانونية والبنية التحتية وتحصين الشباب بمنظومة من القيم والأخلاق وتعزيز الهوية المصرية وصولًا إلي تنمية مستدامة تتوافق مع القوانين والأنظمة الدولية استنادًا إلي أسس تؤمن بحقوق الإنسان والعدالة الاجتماعية. وهي منظمه غير هادفه للربح يسعي إلي تمكين الشباب من تحقيق أحلامهم وأفكارهم إلى واقع عملى ملموس مع استيعابهم لجميع  المعوقات التي قد تستهدف تحقيق أحلامهم.
وتحويل الأفكار إلى مشاريع واقعية عن طريق إرساخ الأسس التي من خلالها  يتم تحويلها إلى مشاريع عن طريق مساعدتهم بالتدريب والتأهيل وتقديم الاستشارات اللازمة والمطلوبة في سوق  العمل.

## ميدان عمل المؤسسة
1. الخدمات الثقافيه والعلميه والدينيه.
2. الدفاع الاجتماعي.
3. الصداقة بين الشعوب
4. حقوق الانسان.
5. التنمية الاقتصاديه
6. التنظيم والإدارة